# Pentacodon
Il pentacodonte (gen. Pentacodon) è un mammifero estinto, appartenente ai pentacodontidi. Visse nel Paleocene medio (circa 62 - 60 milioni di anni fa) e i suoi resti fossili sono stati ritrovati in Nordamerica.

## Descrizione
Questo animale era di medie dimensioni, forse superiori a quelle dell'attuale solenodonte, e poteva superare i 50 centimetri di lunghezza. I fossili di Pentacodon sono principalmente denti, mascelle e mandibole. Era caratterizzato da un quarto premolare inferiore notevolmente ingrandito, di forma quasi molariforme, con un protoconide e un metaconide ben distinti e un talonide grande e scavato; gli altri tre premolari precedenti erano molto più piccoli e semplici. I molari erano via via più grandi dal primo all'ultimo, ma il secondo molare inferiore era particolare per l'assenza dell'entoconide. Il quarto premolare superiore, anch'esso fortemente sviluppato, era dotato di un forte paracono, di un metacono distinto e di un grande protocono; era inoltre circondato da un grande cingulum anteriore e posteriore.

## Classificazione
Il genere Pentacodon venne istituito nel 1892 da Scott, per accogliere la specie Chriacus inversus descritta in precedenza da Edward Drinker Cope sulla base di resti fossili ritrovati in terreni del Paleocene medio del Nuovo Messico. Oltre alla specie tipo P. inversus, è nota anche P. occultus, rinvenuta negli stessi luoghi e leggermente più grande. Altri fossili attribuiti con qualche dubbio a questo genere provengono dal Wyoming. 
Pentacodon è il genere eponimo dei pentacodontidi, un enigmatico gruppo di mammiferi arcaici che si svilupparono nel corso del Paleocene e che probabilmente assomigliavano agli attuali insettivori. Sembra che, all'interno del gruppo, Pentacodon fosse piuttosto specializzato.

## Paleobiologia
Non è chiaro a cosa servissero i grandi quarti premolari di questo animale; forse erano utili a frantumare gusci di molluschi o di artropodi, di cui Pentacodon si nutriva.